# Evanđelistar MR 153
Evanđelistar MR 153 napisao je Duh, zagrebački biskup, karolinom i iluminiran likovima evanđelista, upravo njihovim simbolima, koji su, koji su u tekst ukomponirani u pravokutnik koji čvrsto uokviruju dvije trake u boji. Nastao je u 11. stoljeću na 109 listova (pergament) veličine 12,2×19,6 cm. Kad je utemeljena Zagrebačka biskupija 1094. godine, na dar je dobila nekoliko važnih knjiga, među kojima je i Evanđelistar MR 153. U evanđelistaru je osobito dojmljiv lik Sv. Ivana, s ljudskim tijelom i orlovskom glavom dok piše svoje evanđelje. Slično je oblikovan i kralj David na početku psaltira, odjeven u zeleni plašt, s krunom na glavi. Čuva se u Zagrebu, gdje je zbog arhivskog broja MR 153 dobio i ime.